# Tommy Amaker
Harold Tommy Amaker (Falls Church, 6 giugno 1965) è un ex cestista e allenatore di pallacanestro statunitense.

## Carriera
È stato selezionato dai Seattle SuperSonics al terzo giro del Draft NBA 1987 (55ª scelta assoluta).
Con gli Stati Uniti ha disputato i Campionati mondiali del 1986.

## Palmarès

### Giocatore
- McDonald's All-American Game (1983)

### Allenatore
- Campione NIT (2004)